# Yerkebulan Shynaliyev
Yerkebulan Shynaliyev (n. 7 octombrie 1987, Cimkent, RSS Kazahă, URSS) este un boxer ce a reprezentat Kazahstan, medaliat olimpic. A participat la o ediție a Jocurilor Olimpice (2008) în care a câștigat o medalie de bronz.

## Participări
Lista de mai jos prezintă principalele competiții la care a participat Yerkebulan Shynaliyev de-a lungul carierei.
- boxing at the 2008 Summer Olympics – light heavyweight[*]